# 小野竹喬
小野 竹喬（おの ちっきょう、 1889年（明治22年）11月20日 - 1979年（昭和54年）5月10日）は、近現代日本画を代表する日本画家。75年間の画業を通して、日本の自然の美しさを描き続けた。本名は小野英吉。

## 経歴

### 竹杖会
1889年（明治22年） 岡山県笠岡市西本町に四男として生まれる。祖父と長兄は画家であった。1903年（明治36年）長兄の勧めで京都に上り、竹内栖鳳に師事。「竹橋」の号を授かる。1909年（明治42年）栖鳳の勧めで同画塾の土田麦僊とともに、京都市立絵画専門学校（絵専、現：京都市立芸術大学）の第一期生として入学（1911年卒業）。
当時の栖鳳は写生派の伝統とカミーユ・コローの写実表現を融合した作品を描いていた。栖鳳の革新的な制作姿勢の洗礼を受けた竹喬は、その後ポール・セザンヌなどの西洋近代絵画と、富岡鉄斎など南画の影響を受け、大胆な筆触と鮮やかな色彩による作風を展開した。

### 国画創作協会
1916年（大正5年）洋画的手法を果敢に取り入れた《島二作》が第10回文展で特選という高評価を得るも、翌年は同展に落選し、同展の審査に対して疑問を持つようになる。当時同じように文展の審査について不満を持つ画家は多かった。そこで、1918年（大正7年）絵専卒業生である竹喬、麦僊、村上華岳、榊原紫峰、野長瀬晩花は国画創作協会を結成。国展という公募展を行い、旧習にとらわれない自由な芸術の創造を目指した。
1921年（大正10年）には麦僊、晩花とともに、渡欧経験のある洋画家・黒田重太郎の案内で渡欧。帰国後は東洋画における線の表現について再認識することとなり、江戸時代の南画を改めて学ぶ。1923年（大正12年）号を「竹喬」と改める。1928年（昭和3年）第7回国展出品作の《冬日帖》によって、西洋というフィルターを通した線描と淡彩による南画風の表現に到達した。同年、国画創作協会は解散し、その後は官展に復帰する。

### 戦中
1939年（昭和14年）頃より、それまでの線描と淡彩による南画風の表現を、面的な対象把握と日本画の素材を素直に活かした大和絵的表現へと変えていく。1941年（昭和16年）から太平洋戦争が始まり、多くの日本画家たちと同様、竹喬も富士山や旭日など日本を賛美する画題を描いた。一方、この頃立て続けに身内や友人を亡くしている。1936年に母、麦僊、次女、1939年に華岳、1942年に師・栖鳳、1943年に長男、1945年に妻が死去し、精神的に憔悴し制作も芳しくない様子がこの頃の自筆の文章から窺える。

### 戦後
1947年（昭和22年）には京都市美術専門学校教授に就任し、京都市立芸術大学と改組した後も教鞭を執った。同年、帝国芸術院（現・日本芸術院）会員となる。
戦後の竹喬は、明るく柔らかな色彩により、写生に即しながらも象徴的で装飾的な画面を形作るようになる。対象とする自然は特別な場所ではなく、身近でさりげない水面や野辺、そして自宅の庭越しに見上げた樹木や雲であった。そのなかでも夕焼けの空を背景とした樹木の姿は、1974年（昭和49年）の《樹間の茜》などに描かれ、竹喬絵画を代表するモチーフとなっていく。さらに、晩年には戦前から構想を抱いていた松尾芭蕉『おくのほそ道』の絵画化に挑み、10点の連作《奥の細道句抄絵》を完成させた。
50歳前後で没した華岳、麦僊に対し、竹喬は戦後も日本画壇の重鎮として活躍し、1976年（昭和51年）には文化勲章を受章している。1979年（昭和54年）5月10日、胃癌のため死去。享年89歳。等持院の小野宅は、今も閑寂な空気につつまれ、庭や東隣に位置する名刹等持院境内には、小野竹喬の絵の素材になった木々が繁る。

## 代表作
- 「郷土風景」（1917年） - 京都国立近代美術館
- 「波切村」（1918年）- 笠岡市立竹喬美術館、重要文化財[8]。
- 「波切村風景」（1918年）
- 「夏の五箇山」（1919年） - 笠岡市立竹喬美術館（1982年10月に開館）
- 「波濤」（1927年） - 笠岡市立竹喬美術館
- 「青海」（1927年） - 笠岡市立竹喬美術館
- 「冬日帖」（1928年） - 京都市美術館
- 「溪竹新霽」（1938年） - 霞中庵 竹内栖鳳記念館
- 「秋陽（新冬）」（1943年） - 大阪市立美術館
- 「奥入瀬の渓流」（1951年） - 東京都現代美術館
- 「奥の細道句抄絵」（1976年） - 京都国立近代美術館

## 主な出版
- 『小野竹喬　アサヒグラフ別冊 美術特集』朝日新聞社、1977年
- 『小野竹喬　現代日本画全集 第3巻』集英社、1981年
- 『小野竹喬　現代の日本画1』学研、1991年
- 『ふるさとの色　小野竹喬小画集』講談社、1996年
- 『小野竹喬』毎日新聞社・京都国立近代美術館ほか、1999年。生誕110年・没後20年記念展図録
- 『小野竹喬展　生誕120年』毎日新聞社ほか、2009年
- 小野常正『素顔の「竹喬さん」』山陽新聞社、2001年。回想、郷土出版
- 『笠岡市立竹喬美術館　煌めく竹喬コレクション』日本文教出版・岡山文庫、2012年。小著、郷土出版
- 『小野竹喬の世界　笠岡市立竹喬美術館名品集』青幻舎、2023年

## 栄典
- 1968年11月 - 文化功労者
- 1969年11月 - 勲二等瑞宝章
- 1973年10月15日 - 京都市名誉市民
- 1976年11月 - 文化勲章
- 1979年5月 - 従三位